# غوستاف فون فرنك
غوستاف فون فرنك (بالألمانية: Gustav von Franck)‏ هو صحفي ورسام وكاتب نمساوي، ولد في 22 مارس 1807 في فيينا في النمسا، وتوفي في 8 يناير 1860 في لندن في المملكة المتحدة.